# هربرت غينتري
هربرت غينتري (بالإنجليزية: Herbert Gentry)‏ هو رسام أمريكي، ولد في 17 يوليو 1919 في بيتسبرغ في الولايات المتحدة، وتوفي في 8 سبتمبر 2003 في ستوكهولم في السويد.